# Manuel Loos
Manuel Loos (* 1972 in Bochum) ist ein deutscher Schauspieler und Fusionmusiker (Schlagzeug, auch Elektronik, Komposition).

## Wirken
Loos arbeitete als Theatermusiker und Schauspieler am Helios-Theater Hamm, am Theater Oberhausen, am Schauspielhaus Bochum, am Schauspielhaus Düsseldorf, am Staatstheater Kassel und weiteren Bühnen. Außerdem komponierte er die Filmmusik für Filme wie  „Frederik“, „Der goldene Zweig“ oder „Schwarzer Regen“. Mit Maika Küster, Maria Trautmann und Yannik Tiemann (später Caris Hermes) gehörte er zu der Popband Björn, die 2017 das Album Oh What Pretty Thing bei TimeZone und 2022 On the Ruins bei Jazzhaus Records veröffentlichte. Mit dem Gitarristen Serge Corteyn spielt er in den Bands Wire Wagna sowie Serge und die Unterwasserwanderer.

## Hörspiele
- 2017: Ulrich Bassenge, Philip Stegers: Sirius FM – Expedition an den Bandtellerrand (Musik) – Komposition, Technische Realisierung und Regie: Ulrich Bassenge, Philip Stegers (Original-Hörspiel, Science-Fiction-Hörspiel – WDR/Deutschlandradio/SWR)